# Daniel Auber
Daniel Francois Esprit Auber (1782-1871) là nhà soạn nhạc, nhạc trưởng người Pháp.

## Cuộc đời và sự nghiệp
Daniel Auber sớm bước vào hoạt động sáng tác, được Luigi Cheburini chú ý đến và nhận làm học trò. Khoảng giữa thập niên 1820, Auber nổi tiếng về các tác phẩm opera. Năm 1829, Auber được bầu là viện sĩ Viện Pháp quốc. Từ năm 1842, ông trở thành giám đốc Nhạc viện Paris cho đến cuối đời.

## Phong cách sáng tác
Daniel Auber sáng tác chủ yếu opera, đặc biệt là opera hài. Ông đóng vai trò quan trọng trong sự phát triển thể loại này, một phần là nhờ sự cộng tác với nhà viết kịch và libretto tài năng Augustin Eugène Scribe.

## Các tác phẩm
Daniel Auber sáng tác 49 vở opera, nổi bật có:
- Bà chủ lâu đài chăn cừu (1820)
- Cô gái câm ở Portici (1828)
- Con ngựa bằng đồng (1835)
- Những viên kim cương trên vương miện (1841)
- Manon Lescaut (1856)